# Rallye des 1000 lacs 1983
Le Rallye des 1000 lacs 1983 (33 Jyväskylän Suurajot), disputé du 26 au 28 août 1983, est la cent-vingtième manche du championnat du monde des rallyes (WRC) courue depuis 1973, et la neuvième manche du Championnat du monde des rallyes 1983.

## Contexte avant la course

### Le championnat du monde

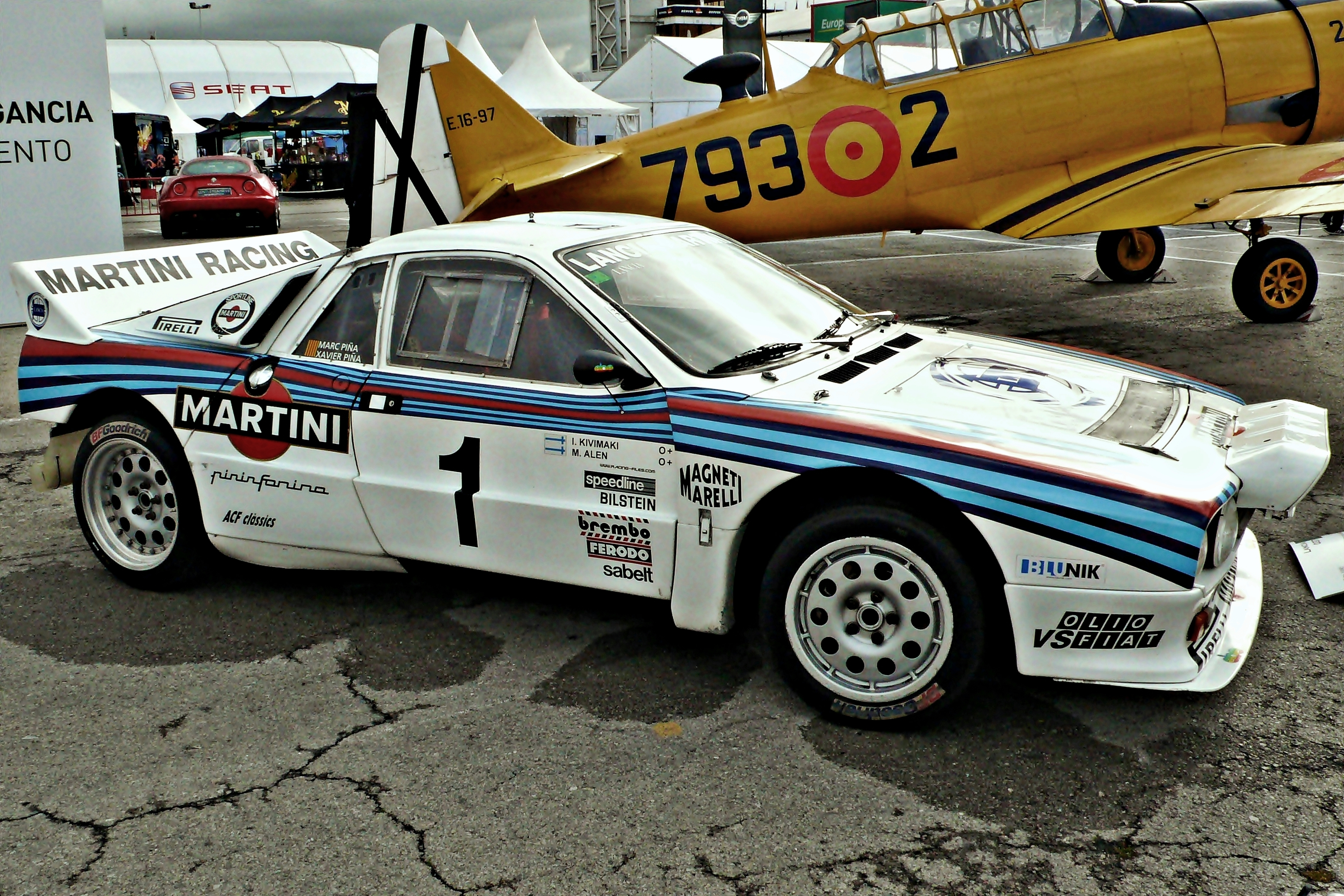
La Rally 037 pourrait valoir à Lancia un quatrième titre mondial.

Ayant succédé en 1973 au championnat international des marques (en vigueur de 1970 à 1972), le championnat du monde des rallyes se dispute sur un maximum de treize manches, comprenant les plus célèbres épreuves routières internationales, telles le Rallye Monte-Carlo, le Safari ou le RAC Rally. Depuis 1979, le championnat des constructeurs a été doublé d'un championnat pilotes, ce dernier remplaçant l'éphémère Coupe des conducteurs, organisée à seulement deux reprises en 1977 et 1978. Le calendrier 1983 intègre douze manches pour l'attribution du titre de champion du monde des pilotes dont dix sélectives pour le championnat des marques (le Rallye de Suède et le Rallye de Côte d'Ivoire en étant exclus). Les épreuves sont réservées aux catégories suivantes :
- Groupe N : voitures de grande production de série, ayant au minimum quatre places, fabriquées à au moins 5000 exemplaires en douze mois consécutifs ; modifications très limitées par rapport au modèle de série (bougies, amortisseurs).
- Groupe A : voitures de tourisme de grande production, fabriquées à au moins 5000 exemplaires en douze mois consécutifs, avec possibilité de modifications des pièces d'origine ; poids minimum fonction de la cylindrée.
- Groupe B : voitures de grand tourisme, fabriquées à au moins 200 exemplaires en douze mois consécutifs, avec possibilité de modifications des pièces d'origine (extension d'homologation portant sur 10% de la production). Les élargisseurs d'aile rapportés sont interdits[2].
- En outre, les anciennes voitures des groupes 2 (tourisme spécial) et 4 (grand tourisme spécial) sont admises à participer aux manches mondiales, mais leurs résultats ne seront pas pris en compte dans le cadre du championnat[3].

Ayant remporté quatre des sept manches disputées jusqu'alors, la Scuderia Lancia est en tête du classement des constructeurs, déjouant les pronostics qui donnaient Audi, champion du monde en titre, largement favori. Toutefois, malgré les nombreuses manches disputées sur terre, terrain de prédilection des Audi Quattro à transmission intégrale, Lancia a parfaitement exploité le potentiel et la polyvalence de sa Rally 037, berlinette exclusivement conçue pour la compétition, qui malgré le handicap de ses deux roues motrices s'est néanmoins imposée au Rallye Monte-Carlo, en Grèce et en Nouvelle-Zélande aux mains de Walter Röhrl. La marque italienne avait en outre écrasé la concurrence sur l'asphalte corse, Markku Alén s'imposant devant trois autres voitures de la marque. Souvent affectées par des problèmes de fiabilité, les Audi Quattro ne se sont imposées qu'à deux reprises, au Portugal et en Argentine, avec Hannu Mikkola. Le champion finlandais a également remporté le Rallye de Suède en début de saison, manche comptant exclusivement pour le championnat des conducteurs, où il compte deux points de retard sur Röhrl.

### L'épreuve
Disputé pour la première fois en 1951, le Rallye des 1000 lacs est l'une des épreuves sur route les plus rapides, les pistes forestières permettant d'atteindre des vitesses de l'ordre de 200 km/h. Les dos d'âne jalonnant le parcours font accomplir aux voitures des sauts impressionnants, enthousiasmant un grand nombre de spectateurs. Les reconnaissances s'effectuant à vitesse réduite, seuls les pilotes locaux, grâce à leur parfaite connaissance du terrain, savent en déjouer tous les pièges. À trois exceptions près, la victoire est toujours revenue à un pilote finlandais. Avec six succès acquis entre 1968 et 1982, Hannu Mikkola y détient le record de victoires, s'étant imposé à six reprises sur ses terres entre 1968 et 1982.

## Le parcours
- départ : 26 août 1983 de Jyväskylä
- arrivée : 28 août 1983 à Jyväskylä

Jyväskylä, au cœur des lacs finlandais.

- distance : 1 460,72 km dont 472,63 km sur 50 épreuves spéciales
- surface : principalement terre (1 seule épreuve spéciale sur asphalte)
- Parcours divisé en cinq étapes[5]

### Première étape
- Jyväskylä - Jyväskylä, du 26 au 27 août
- 11 épreuves spéciales, 116,34 km

### Deuxième étape
- Jyväskylä - Jyväskylä, le 27 août
- 11 épreuves spéciales, 85,79 km

### Troisième étape
- Jyväskylä - Kalpallina, le 27 août
- 12 épreuves spéciales, 131,38 km

### Quatrième étape
- Kalpallina - Jämsä, le 28 août
- 11 épreuves spéciales, 106,48 km

### Cinquième étape
- Jämsä - Jyväskylä, le 28 août
- 5 épreuves spéciales, 32,64 km

## Les forces en présence
- Audi

Audi Sport a engagé trois Quattro A2 groupe B pour Hannu Mikkola, Stig Blomqvist et Michèle Mouton. Dotés d'un moteur cinq cylindres vingt soupapes de 2109 cm3 à injection Bosch, ces coupés à transmission intégrale permanente affichent 1050 kg sur la balance. La pression du turbocompresseur KKK a été tarée à 1,7 bars, autorisant une puissance maximale de plus de 340 chevaux à 7000 tr/min. L'usine a également préparée une Audi 80 Quattro groupe A (moteur atmosphérique cinq cylindres 2,2 litres, 190 chevaux, quatre roues motrices) pour le jeune espoir suédois Mikael Ericsson. Engagé par Audi Suède, Per Eklund dispose de la Quattro utilisée par Blomqvist durant les reconnaissances, le pilote local Lasse Lampi disposant d'un modèle identique engagé par l'importateur finlandais de la marque. Tous utilisent des pneus Michelin.
- Lancia

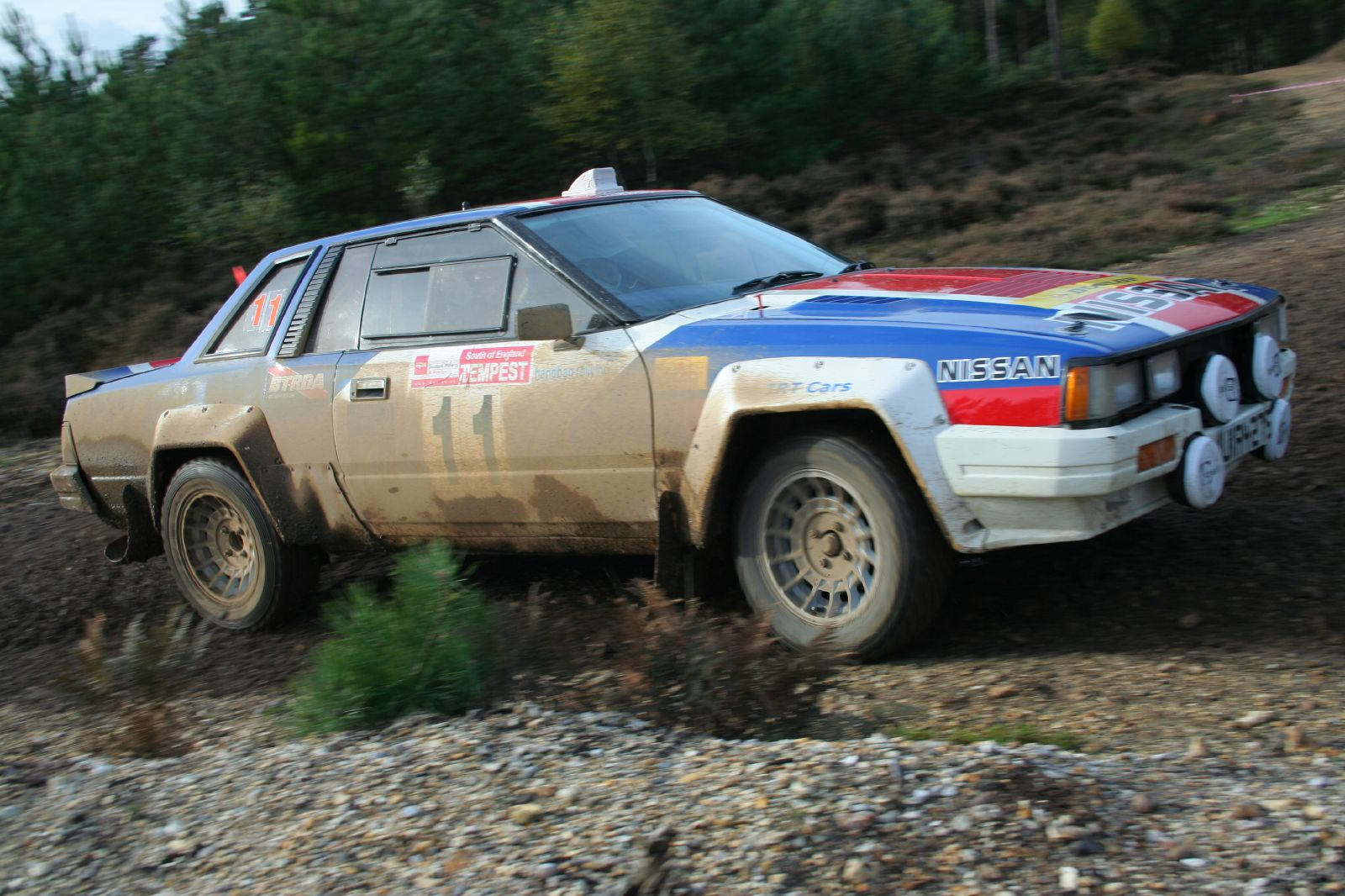
Une Nissan 240 RS groupe B.

La Scuderia Lancia aligne les deux Rally 037 groupe B utilisées lors du dernier Rallye d'Argentine. Elles sont aux mains de Markku Alén et Pentti Airikkala. Ces berlinettes de 960 kg sont dotées d'un moteur central arrière ; ce quatre cylindres de 1995 cm3 est alimenté par un système d'injection mécanique Bosch Kügelfischer, gavé par un compresseur volumétrique Abarth. Avec une surpression de 0,8 bar, la puissance maximale ressort à 310 chevaux à 8000 tr/min. Les Lancia sont chaussées de pneus Pirelli.
- Opel

L'écurie Opel Rothmans engage deux Manta 400 groupe B pour Ari Vatanen et Henri Toivonen. Ces coupés pèsent 960 kg et sont dotés d'un moteur quatre cylindres de 2420 cm3 alimenté par deux carburateurs Weber double corps, délivrant 275 chevaux à 7250 tr/min. Ils utilisent des pneus Michelin. De nombreuses Opel Ascona 2000i sont également au départ, aux mains de pilotes privés, parmi lesquels Mikael Sundström qui vise la victoire en groupe A.
- Nissan

Le constructeur japonais a préparé deux coupés 240RS groupe B pour Timo Salonen et Erkki Pitkänen. Ces voitures à transmission classique pèsent 1020 kg et sont équipées d'un moteur quatre cylindres de 2340 cm3 alimenté par deux carburateurs double corps Solex, développant 265 chevaux à 8000 tr/min. Elles sont chaussées de pneus Dunlop de fabrication japonaise.
- Toyota

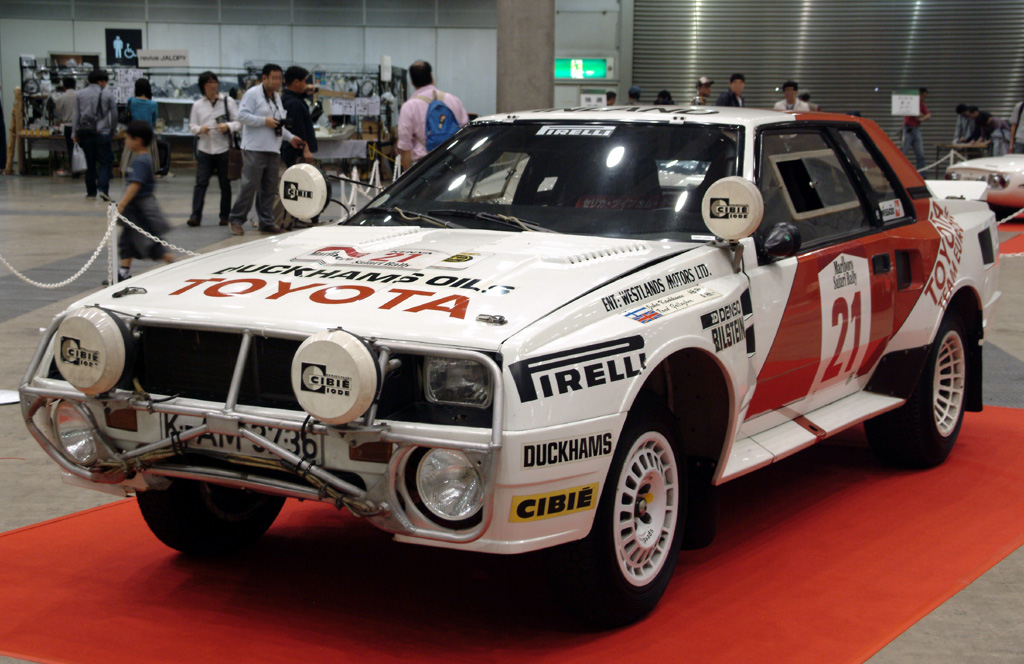
Première sortie en championnat du monde pour la Toyota Celica TCT.

Le Toyota Team Europe engage deux Celica TCT, tout juste homologuées groupe B. Elles sont confiées à Björn Waldegård et Juha Kankkunen. De conception classique (moteur avant, roues arrière motrices), ces modèles sont équipés d'un quatre cylindres de 2090 cm3, avec injection électronique Nippondenso et turbocompresseur KKK, développant 350 chevaux à 8500 tr/min. Avant son homologation, Waldegård avait pu tester sa nouvelle voiture lors du dernier Rallye des 1000 Pistes, s'y classant second de la catégorie expérimentale. Les coupés Celica sont chaussés de pneus Pirelli.
- Mitsubishi

La marque japonaise engage officiellement une Lancer Turbo groupe 4 pour Harri Toivonen. Cette berline de 1015 kg dispose d'un moteur quatre cylindres seize soupapes de deux litres de cylindrée, à injection électronique Bosch, suralimenté par un turbocompresseur développé en interne. Sa puissance maximale est de 275 chevaux à 7000 tr/min. Toivonen utilise des pneus pneus Advan, sous-marque de Yokohama.
- Ford

Représentant un tiers du plateau, les anciennes Escort RS sont toujours aussi nombreuses en Finlande, aux mains de pilotes privés, dont, parmi les meilleurs, Antero Laine, Jouko Pöysti, Stig Andervang ou Jari Niemi.
- Citroën

Trois Visa Chrono groupe B (780 kg, 1434 cm3, 140 chevaux à 7200 tr/min) sont au départ, aux mains d'Alain Coppier, Olivier Tabatoni et Roger Raous. Ils utilisent des pneus Michelin.

## Déroulement de la course

### Première étape
Les concurrents s'élancent de Jyväskylä le vendredi soir. Sur son Audi Quattro, Stig Blomqvist se montre le plus rapide dans la première épreuve spéciale, prenant la tête de la course avec deux secondes d'avance sur son coéquipier Hannu Mikkola. Ce dernier a dû effectuer les derniers hectomètres avec seulement deux roues motrices, le différentiel avant s'étant brisé à la réception d'un saut. Le train avant est remplacé au point d'assistance suivant, mais la réparation dure plus d'une demi-heure et l'équipage va pointer avec onze minutes de retard au contrôle horaire suivant, ce qui entraîne cent-dix secondes de pénalisation routière pour l'équipage numéro un qui plonge à la cent-soixante-quatrième place du classement général ! Le pilote finlandais va dès lors attaquer sans relâche, remontant rapidement dans les quinze premiers, alors que devant Markku Alén, sur sa Lancia, rattrape bientôt Blomqvist et lui ravit le commandement à mi-étape. La lutte entre les deux équipages reste très serrée jusqu'au retour à Jyväskylä, au milieu de la nuit, Alén ralliant le parc fermé avec dix-sept secondes d'avance sur le Suédois. Malgré leur moindre de puissance, les Opel Manta d'Henri Toivonen et Ari Vatanen ont effectué un très beau début de course, les deux hommes occupant respectivement les troisième et quatrième places devant les Audi de Per Eklund et Lasse Lampi. Mikkola a effectué une spectaculaire remontée : septième à une minute et demie de la voiture de tête, il précède sa coéquipière Michèle Mouton, ralentie au cours de la nuit par un problème de train avant. Sur la deuxième Lancia, Pentti Airikkala connaît depuis le départ des ennuis de moteur ; il n'est que neuvième, devant les Toyota de Björn Waldegård et Juha Kankkunen.

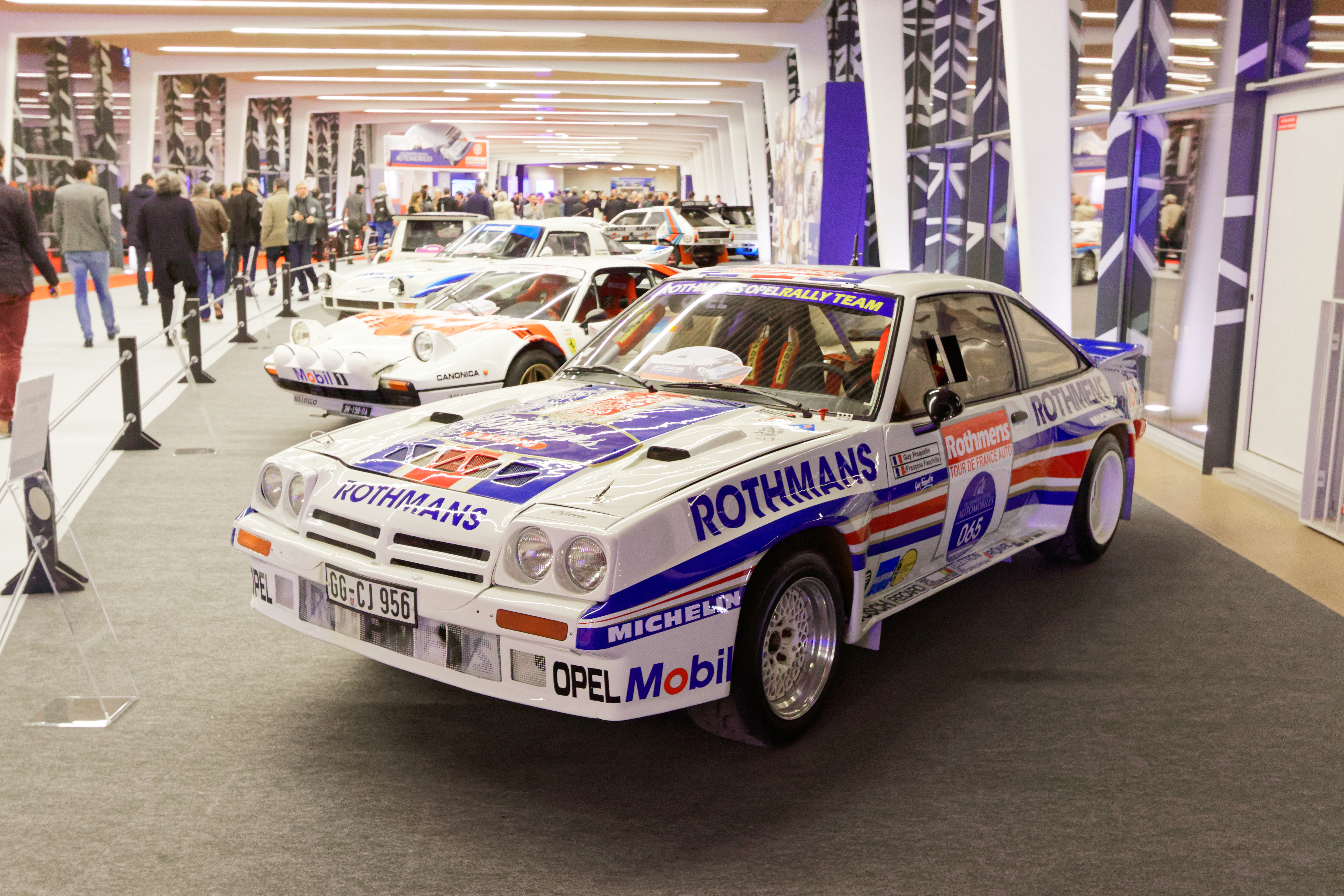
Beau début de course des Opel Manta 400, Toivonen et Vatanen terminant respectivement troisième et quatrième de la première étape.

| Pos. | Pilote           | Copilote           | Voiture                     | Groupe | Temps           | Écart        |
| ---- | ---------------- | ------------------ | --------------------------- | ------ | --------------- | ------------ |
| 1    | Markku Alén      | Ilkka Kivimäki     | Lancia Rally 037            | B      | 59 min 46 s     |              |
| 2    | Stig Blomqvist   | Björn Cederberg    | Audi Quattro A2             | B      | 1 h 00 min 03 s | + 17 s       |
| 3    | Henri Toivonen   | Fred Gallagher     | Opel Manta 400              | B      | 1 h 00 min 10 s | + 24 s       |
| 4    | Ari Vatanen      | Terry Harryman     | Opel Manta 400              | B      | 1 h 00 min 25 s | + 39 s       |
| 5    | Per Eklund       | Ragnar Spjuth      | Audi Quattro A2             | B      | 1 h 00 min 34 s | + 48 s       |
| 5=   | Lasse Lampi      | Pentti Kuukkala    | Audi Quattro A2             | B      | 1 h 00 min 34 s | + 48 s       |
| 7    | Hannu Mikkola    | Arne Hertz         | Audi Quattro A2             | B      | 1 h 01 min 19 s | + 1 min 33 s |
| 8    | Michèle Mouton   | Fabrizia Pons      | Audi Quattro A2             | B      | 1 h 01 min 33 s | + 1 min 47 s |
| 9    | Pentti Airikkala | Juha Piironen      | Lancia Rally 037            | B      | 1 h 01 min 40 s | + 1 min 54 s |
| 10   | Björn Waldegård  | Hans Thorszelius   | Toyota Celica Twincam Turbo | B      | 1 h 02 min 05 s | + 2 min 19 s |
| 11   | Juha Kankkunen   | Staffan Pettersson | Toyota Celica Twincam Turbo | B      | 1 h 02 min 12 s | + 2 min 26 s |
| 12   | Timo Salonen     | Seppo Harjanne     | Nissan 240RS                | B      | 1 h 02 min 41 s | + 2 min 55 s |
| 13   | Antero Laine     | Risto Virtanen     | Ford Escort RS1800          | 4      | 1 h 04 min 20 s | + 4 min 34 s |
| 14   | Erkki Pitkänen   | Juanii Paalama     | Nissan 240RS                | B      | 1 h 04 min 40 s | + 4 min 54 s |
| 15   | Jouko Pöysti     | Reijo Savolin      | Ford Escort RS1800          | 4      | 1 h 05 min 05 s | + 5 min 19 s |
| 16   | Jari Niemi       | Erkki Nyman        | Ford Escort RS2000          | 4      | 1 h 05 min 41 s | + 5 min 55 s |
| 17   | Stig Andervang   | Ove Lindell        | Ford Escort RS1800          | 4      | 1 h 06 min 07 s | + 6 min 21 s |
| 18   | Mikael Sundström | Jaakko Markkula    | Opel Ascona 2000i           | A      | 1 h 06 min 18 s | + 6 min 32 s |
| 19   | Harri Toivonen   | Martin Christie    | Mitsubishi Lancer Turbo     | B      | 1 h 06 min 41 s | + 6 min 55 s |
| 20   | Hannu Valtaharju | Matti Lammi        | Lancia Rally 037            | B      | 1 h 07 min 04 s | + 7 min 18 s |

### Deuxième étape
Les équipages repartent au lever du jour, après quelques heures de repos. Les Audi dominent nettement leurs concurrentes au cours de cette deuxième étape, Blomqvist et Mikkola se partageant les meilleurs temps. Le pilote suédois reprend rapidement le commandement de l'épreuve et termine la journée avec près d'une minute d'avance sur Alén, tandis que non loin derrière son coéquipier est remonté à la quatrième place, seulement une seconde derrière Vatanen et juste devant Eklund. Toivonen a effectué une légère sortie de route et a rétrogradé en sixième position. La course est très ouverte, les cinq poursuivants de Blomqvist étant regroupés en moins de trente secondes. Waldegård a endommagé sa Toyota dans le secteur de Mäkrä et a perdu près d'un quart d'heure ; il termine l'étape à la vingt-cinquième place, alors que son coéquipier Kankunnen, très régulier, est dixième derrière Airikkala dont les problèmes de moteur ont enfin été résolus.
| Pos. | Pilote           | Copilote           | Voiture                     | Groupe | Temps           | Écart         |
| ---- | ---------------- | ------------------ | --------------------------- | ------ | --------------- | ------------- |
| 1    | Stig Blomqvist   | Björn Cederberg    | Audi Quattro A2             | B      | 1 h 46 min 53 s |               |
| 2    | Markku Alén      | Ilkka Kivimäki     | Lancia Rally 037            | B      | 1 h 47 min 48 s | + 55 s        |
| 3    | Ari Vatanen      | Terry Harryman     | Opel Manta 400              | B      | 1 h 48 min 09 s | + 1 min 16 s  |
| 4    | Hannu Mikkola    | Arne Hertz         | Audi Quattro A2             | B      | 1 h 48 min 10 s | + 1 min 17 s  |
| 5    | Per Eklund       | Ragnar Spjuth      | Audi Quattro A2             | B      | 1 h 48 min 12 s | + 1 min 19 s  |
| 6    | Henri Toivonen   | Fred Gallagher     | Opel Manta 400              | B      | 1 h 48 min 17 s | + 1 min 24 s  |
| 7    | Lasse Lampi      | Pentti Kuukkala    | Audi Quattro A2             | B      | 1 h 48 min 36 s | + 1 min 43 s  |
| 8    | Michèle Mouton   | Fabrizia Pons      | Audi Quattro A2             | B      | 1 h 49 min 52 s | + 2 min 59 s  |
| 9    | Pentti Airikkala | Juha Piironen      | Lancia Rally 037            | B      | 1 h 50 min 28 s | + 3 min 35 s  |
| 10   | Juha Kankkunen   | Staffan Pettersson | Toyota Celica Twincam Turbo | B      | 1 h 51 min 17 s | + 4 min 24 s  |
| 11   | Timo Salonen     | Seppo Harjanne     | Nissan 240RS                | B      | 1 h 53 min 37 s | + 6 min 44 s  |
| 12   | Erkki Pitkänen   | Juanii Paalama     | Nissan 240RS                | B      | 1 h 55 min 30 s | + 8 min 37 s  |
| 13   | Jouko Pöysti     | Reijo Savolin      | Ford Escort RS1800          | 4      | 1 h 56 min 04 s | + 9 min 11 s  |
| 14   | Jari Niemi       | Erkki Nyman        | Ford Escort RS2000          | 4      | 1 h 57 min 24 s | + 10 min 31 s |
| 15   | Stig Andervang   | Ove Lindell        | Ford Escort RS1800          | 4      | 1 h 58 min 12 s | + 11 min 19 s |
| 16   | Harri Toivonen   | Martin Christie    | Mitsubishi Lancer Turbo     | B      | 1 h 58 min 13 s | + 11 min 20 s |
| 25   | Björn Waldegård  | Hans Thorszelius   | Toyota Celica Twincam Turbo | B      | 2 h 03 min 14 s | + 16 min 21 s |

### Troisième étape
Les concurrents repartent de Jyväskylä le vendredi après-midi, après une trêve d'une heure et demie. Mikkola va totalement dominer l'étape, remportant onze des douze épreuves spéciales. Il rattrape tout son retard sur Blomqvist et parvient à prendre la tête du rallye à l'issue du dernier secteur chronométré. À l'arrivée à Kalpallina, il possède une petite seconde d'avance sur son coéquipier. Également très rapide au cours de la journée, Alén est toujours en lice pour la victoire finale, le pilote Lancia, troisième, ne comptant que quarante-quatre secondes de retard. Il devance d'une minute les deux Opel de Vatanen et Toivonen, qui font jeu égal, vingt secondes devant l'Audi d'Eklund. Les suivants sont beaucoup plus loin, Airikkala, septième, accusant un retard de plus de cinq minutes. Michèle Mouton a perdu plus d'une demi-heure à cause d'un début d'incendie ; elle a plongé à la trentième place. Son coéquipier Lampi a également perdu du temps, ayant crevé à deux reprises, rétrogradé au dixième rang. Treizième sur son Opel Ascona, Mikael Sundström est en tête du groupe A.
| Pos. | Pilote           | Copilote           | Voiture                     | Groupe | Temps           | Écart         |
| ---- | ---------------- | ------------------ | --------------------------- | ------ | --------------- | ------------- |
| 1    | Hannu Mikkola    | Arne Hertz         | Audi Quattro A2             | B      | 2 h 58 min 31 s |               |
| 2    | Stig Blomqvist   | Björn Cederberg    | Audi Quattro A2             | B      | 2 h 58 min 32 s | + 1 s         |
| 3    | Markku Alén      | Ilkka Kivimäki     | Lancia Rally 037            | B      | 2 h 59 min 15 s | + 44 s        |
| 4    | Ari Vatanen      | Terry Harryman     | Opel Manta 400              | B      | 3 h 00 min 16 s | + 1 min 45 s  |
| 5    | Henri Toivonen   | Fred Gallagher     | Opel Manta 400              | B      | 3 h 00 min 17 s | + 1 min 46 s  |
| 6    | Per Eklund       | Ragnar Spjuth      | Audi Quattro A2             | B      | 3 h 00 min 37 s | + 2 min 06 s  |
| 7    | Pentti Airikkala | Juha Piironen      | Lancia Rally 037            | B      | 3 h 03 min 38 s | + 5 min 07 s  |
| 8    | Juha Kankkunen   | Staffan Pettersson | Toyota Celica Twincam Turbo | B      | 3 h 05 min 37 s | + 7 min 06 s  |
| 9    | Timo Salonen     | Seppo Harjanne     | Nissan 240RS                | B      | 3 h 07 min 43 s | + 9 min 12 s  |
| 10   | Lasse Lampi      | Pentti Kuukkala    | Audi Quattro A2             | B      | 3 h 10 min 05 s | + 11 min 34 s |
| 11   | Erkki Pitkänen   | Juanii Paalama     | Nissan 240RS                | B      | 3 h 14 min 00 s | + 15 min 29 s |
| 12   | Harri Toivonen   | Martin Christie    | Mitsubishi Lancer Turbo     | B      | 3 h 15 min 43 s | + 17 min 12 s |
| 13   | Mikael Sundström | Jaakko Markkula    | Opel Ascona 2000i           | A      | 3 h 16 min 56 s | + 18 min 25 s |
| 14   | Jari Niemi       | Erkki Nyman        | Ford Escort RS2000          | 4      | 3 h 17 min 02 s | + 18 min 31 s |
| 15   | Björn Waldegård  | Hans Thorszelius   | Toyota Celica Twincam Turbo | B      | 3 h 17 min 26 s | + 18 min 55 s |

### Quatrième étape
Les équipages repartent de nuit, après une courte pause. Mikkola porte d'emblée son avance à dix secondes, mais dans la deuxième épreuve spéciale, il perd le bénéfice de sa splendide course : un support moteur de l'Audi s'est brisé, et les vibrations engendrées entraînent la rupture du collecteur d'échappement ; il perd une demi-minute et retombe en deuxième position. Vatanen a cassé un demi-arbre dans ce même secteur et a dû abandonner. Son coéquipier Toivonen, extrêmement rapide, en ce début d'étape, venait alors de le déposséder de la quatrième place. Continuant à attaquer, le jeune Finlandais va aligner cinq meilleurs temps consécutifs, revenant à une vingtaine de secondes de Mikkola et Alén, au coude à coude pour la seconde place. Sa superbe démonstration prend fin dans le secteur d'Onkemäki, un problème de pompe à huile entraînant la casse du moteur. Blomqvist compte alors un peu moins d'une demi-minute d'avance sur Mikkola, talonné à cinq secondes par Alén. Eklund accède à la quatrième place, mais son retard sur l'Audi de tête frise les deux minutes et le pilote suédois se contente désormais de maintenir sa position, possédant une bonne marge d'avance sur Airikkala et Kankunnen. Blomqvist et Mikkola vont faire jeu égal jusqu'au petit jour et à l'arrivée au parc fermé de Jämsä le Suédois conserve vingt-cinq secondes d'avance sur son coéquipier et trente-sept sur Alén. Seuls ces trois hommes peuvent viser la victoire, leurs premiers poursuivants, emmenés par Eklund, n'ayant plus aucune chance de les rattraper à la régulière.
| Pos. | Pilote           | Copilote           | Voiture                     | Groupe | Temps           | Écart         |
| ---- | ---------------- | ------------------ | --------------------------- | ------ | --------------- | ------------- |
| 1    | Stig Blomqvist   | Björn Cederberg    | Audi Quattro A2             | B      | 4 h 05 min 08 s |               |
| 2    | Hannu Mikkola    | Arne Hertz         | Audi Quattro A2             | B      | 4 h 05 min 32 s | + 24 s        |
| 3    | Markku Alén      | Ilkka Kivimäki     | Lancia Rally 037            | B      | 4 h 05 min 45 s | + 37 s        |
| 4    | Per Eklund       | Ragnar Spjuth      | Audi Quattro A2             | B      | 4 h 07 min 18 s | + 2 min 10 s  |
| 5    | Pentti Airikkala | Juha Piironen      | Lancia Rally 037            | B      | 4 h 12 min 27 s | + 7 min 19 s  |
| 6    | Juha Kankkunen   | Staffan Pettersson | Toyota Celica Twincam Turbo | B      | 4 h 15 min 16 s | + 10 min 08 s |
| 7    | Lasse Lampi      | Pentti Kuukkala    | Audi Quattro A2             | B      | 4 h 16 min 45 s | + 11 min 37 s |
| 8    | Timo Salonen     | Seppo Harjanne     | Nissan 240RS                | B      | 4 h 18 min 12 s | + 13 min 04 s |
| 9    | Erkki Pitkänen   | Juanii Paalama     | Nissan 240RS                | B      | 4 h 24 min 46 s | + 19 min 38 s |
| 10   | Jari Niemi       | Erkki Nyman        | Ford Escort RS2000          | 4      | 4 h 29 min 48 s | + 24 min 40 s |
| 11   | Mikael Sundström | Jaakko Markkula    | Opel Ascona 2000i           | A      | 4 h 30 min 20 s | + 25 min 12 s |
| 12   | Björn Waldegård  | Hans Thorszelius   | Toyota Celica Twincam Turbo | B      | 4 h 31 min 16 s | + 26 min 08 s |

### Cinquième étape
Désireux d'aider son coéquipier Mikkola dans sa course au titre mondial, Blomqvist va se contenter de contrôler son avance sur Alén, laissant son coéquipier signer tous les meilleurs temps de la matinée, lui permettant de reprendre la tête peu avant l'arrivée. Mikkola remporte ainsi sa septième victoire sur ses terres, terminant l'épreuve avec plus de vingt secondes d'avance sur son ami suédois et près de cinquante sur Alén. Viennent ensuite Eklund, Airikkala et Kankunnen, qui ont sagement assuré leurs positions, alors que Lampi est remonté à la septième place, devant les deux Nissan officielles de Timo Salonen et Erkki Pitkänen. Dixième sur son ancienne Ford Escort, Jari Niemi remporte le groupe 4, alors que Sundström, onzième, s'impose en groupe A.

### Classements intermédiaires
Classements intermédiaires des pilotes après chaque épreuve spéciale

### Classement général

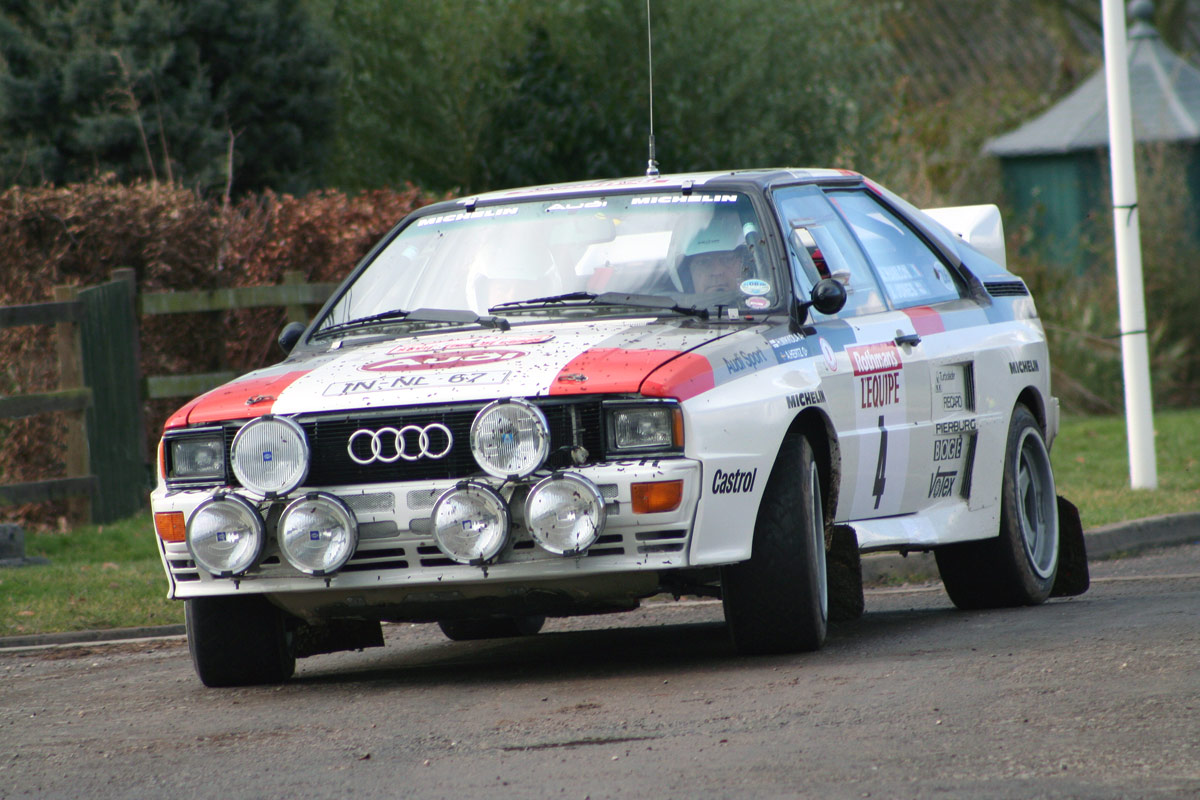
Deuxième victoire consécutive pour l'Audi Quattro en Finlande, avec Hannu Mikkola.

| Pos | No | Pilote           | Copilote           | Voiture                     | Temps           | Écart         | Groupe |
| --- | -- | ---------------- | ------------------ | --------------------------- | --------------- | ------------- | ------ |
| 1   | 1  | Hannu Mikkola    | Arne Hertz         | Audi Quattro A2             | 4 h 23 min 44 s |               | B      |
| 2   | 3  | Stig Blomqvist   | Björn Cederberg    | Audi Quattro A2             | 4 h 24 min 05 s | + 21 s        | B      |
| 3   | 2  | Markku Alén      | Ilkka Kivimäki     | Lancia Rally 037            | 4 h 24 min 33 s | + 49 s        | B      |
| 4   | 9  | Per Eklund       | Ragnar Spjuth      | Audi Quattro A2             | 4 h 26 min 03 s | + 2 min 19 s  | B      |
| 5   | 5  | Pentti Airikkala | Juha Piironen      | Lancia Rally 037            | 4 h 32 min 09 s | + 8 min 25 s  | B      |
| 6   | 12 | Juha Kankkunen   | Staffan Pettersson | Toyota Celica Twincam Turbo | 4 h 34 min 49 s | + 11 min 05 s | B      |
| 7   | 11 | Lasse Lampi      | Pentti Kuukkala    | Audi Quattro A2             | 4 h 35 min 36 s | + 11 min 52 s | B      |
| 8   | 8  | Timo Salonen     | Seppo Harjanne     | Nissan 240RS                | 4 h 37 min 54 s | + 14 min 10 s | B      |
| 9   | 18 | Erkki Pitkänen   | Juanii Paalama     | Nissan 240RS                | 4 h 45 min 27 s | + 21 min 43 s | B      |
| 10  | 33 | Jari Niemi       | Erkki Nyman        | Ford Escort RS2000          | 4 h 50 min 24 s | + 26 min 40 s | 4      |

### Équipages de tête
- ES1 à ES5 :  Stig Blomqvist -  Björn Cederberg (Audi Quattro A2)
- ES6 à ES14 :  Markku Alén -  Ilkka Kivimäki (Lancia Rally 037)
- ES15 à ES33 :  Stig Blomqvist -  Björn Cederberg (Audi Quattro A2)
- ES34 à ES35 :  Hannu Mikkola -  Arne Hertz (Audi Quattro A2)
- ES36 à ES48 :  Stig Blomqvist -  Björn Cederberg (Audi Quattro A2)
- ES49 à ES50 :  Hannu Mikkola -  Arne Hertz (Audi Quattro A2)

### Vainqueurs d'épreuves spéciales
- Hannu Mikkola -  Arne Hertz (Audi Quattro A2) : 29 spéciales (ES 2 à 4, 6, 8, 10, 14, 15, 18, 19, 21, 23 à 31, 33, 34, 41, 45 à 50)
- Stig Blomqvist -  Björn Cederberg (Audi Quattro A2) : 13 spéciales (ES 1, 4, 7, 12 à 14, 16, 17, 20, 22, 41 à 43)
- Henri Toivonen -  Fred Gallagher (Opel Manta 400) : 6 spéciales (ES 10, 35 à 39)
- Markku Alén -  Ilkka Kivimäki (Lancia Rally 037) : 6 spéciales (ES 2, 9, 11, 28, 32, 41)
- Per Eklund -  Ragnar Spjuth (Audi Quattro A2) : 2 spéciales (ES 11, 40)
- Ari Vatanen -  Terry Harryman (Opel Manta 400) : 1 spéciale (ES 5)
- Lasse Lampi -  Pentti Kuukkala (Audi Quattro A2) : 1 spéciale (ES 44)

## Résultats des principaux engagés
| No | Pilote           | Copilote              | Voiture                     | Groupe | Classement général                           | Class. groupe |
| -- | ---------------- | --------------------- | --------------------------- | ------ | -------------------------------------------- | ------------- |
| 1  | Hannu Mikkola    | Arne Hertz            | Audi Quattro A2             | B      | 1er                                          | 1er           |
| 2  | Markku Alén      | Ilkka Kivimäki        | Lancia Rally 037            | B      | 3e à 49 s                                    | 3e            |
| 3  | Stig Blomqvist   | Björn Cederberg       | Audi Quattro A2             | B      | 2e à 21 s                                    | 2e            |
| 4  | Ari Vatanen      | Terry Harryman        | Opel Manta 400              | B      | ab. dans la 36e spéciale (demi-arbre)        | -             |
| 5  | Pentti Airikkala | Juha Piironen         | Lancia Rally 037            | B      | 5e à 8 min 25 s                              | 5e            |
| 6  | Michèle Mouton   | Fabrizia Pons         | Audi Quattro A2             | B      | 16e à 37 min 01 s                            | 11e           |
| 7  | Henri Toivonen   | Fred Gallagher        | Opel Manta 400              | B      | ab. dans la 40e spéciale (moteur)            | -             |
| 8  | Timo Salonen     | Seppo Harjanne        | Nissan 240RS                | B      | 8e à 14 min 10 s                             | 8e            |
| 9  | Per Eklund       | Ragnar Spjuth         | Audi Quattro A2             | B      | 4e à 2 min 19 s                              | 4e            |
| 10 | Björn Waldegård  | Hans Thorszelius      | Toyota Celica Twincam Turbo | B      | 12e à 27 min 06 s                            | 10e           |
| 11 | Lasse Lampi      | Pentti Kuukkala       | Audi Quattro A2             | B      | 7e à 11 min 52 s                             | 7e            |
| 12 | Juha Kankkunen   | Staffan Pettersson    | Toyota Celica Twincam Turbo | B      | 6e à 11 min 05 s                             | 6e            |
| 13 | Antero Laine     | Risto Virtanen        | Ford Escort RS1800          | 4      | ab. dans la 12e spéciale (embrayage)         | -             |
| 17 | Hannu Valtaharju | Matti Lammi           | Lancia Rally 037            | B      | ab. dans la 23e spéciale (suspension)        | -             |
| 18 | Erkki Pitkänen   | Juanii Paalama        | Nissan 240RS                | B      | 9e à 21 min 43 s                             | 9e            |
| 21 | Alain Coppier    | Josépha Laloz         | Citroën Visa Chrono         | B      | ab. dans la 23e spéciale (touchette)         | -             |
| 22 | Olivier Tabatoni | Bernard Martin-Dondoz | Citroën Visa Chrono         | B      | ab. dans la 44e spéciale (joint de culasse)  | -             |
| 24 | Roger Raous      | Patrick Giudicelli    | Citroën Visa Chrono         | B      | ab. dans la 12e spéciale (sortie de route)   | -             |
| 29 | Jouko Pöysti     | Reijo Savolin         | Ford Escort RS1800          | 4      | ab. dans la 32e spéciale                     | -             |
| 30 | Harri Toivonen   | Martin Christie       | Mitsubishi Lancer Turbo     | B      | ab. dans la 35e spéciale (boîte de vitesses) | -             |
| 32 | Stig Andervang   | Ove Lindell           | Ford Escort RS1800          | 4      | ab. dans la 25e spéciale                     | -             |
| 33 | Jari Niemi       | Erkki Nyman           | Ford Escort RS2000          | 4      | 10e à 26 min 40 s                            | 1er           |
| 43 | Mikael Sundström | Jaakko Markkula       | Opel Ascona 2000i           | A      | 11e à 27 min 03 s                            | 1er           |
| 44 | Mikael Ericsson  | Rolf Melleroth        | Audi 80 Quattro             | A      | ab. dans la 8e spéciale (sortie de route)    | -             |

## Classements des championnats à l'issue de la course

### Constructeurs
- Attribution des points : 10, 9, 8, 7, 6, 5, 4, 3, 2, 1 respectivement aux dix premières marques de chaque épreuve, additionnés de 8, 7, 6, 5, 4, 3, 2, 1 respectivement aux huit premières de chaque groupe (seule la voiture la mieux classée de chaque constructeur marque des points). Les points de groupe ne sont attribués qu'aux concurrents ayant terminé dans les dix premiers au classement général. Autorisées à participer, les voitures des groupes 2 et 4 ne sont pas éligibles aux points. Respectivement treizième et seizième du Rallye du Portugal, Citroën et Opel sont considérés neuvième et dixième de cette épreuve dans le cadre du championnat, car précédés par des voitures des groupes 2 ou 4, et marquent donc des points. De même au Safari, où Peugeot et Toyota, respectivement huitième et vingt-et-unième, sont considérés cinquième et huitième, en Nouvelle-Zélande pour Subaru, British Leyland, Mazda et Mitsubishi, considérés sixième, septième, huitième et neuvième et en Finlande pour Opel, officiellement dixième.

- Seuls les sept meilleurs résultats (sur dix épreuves) sont retenus pour le décompte final des points.

| Pos. | Marque          | Points | M-C  | POR  | SAF  | COR  | ACR  | NZ   | ARG  | FIN  | SAN | RAC |
| ---- | --------------- | ------ | ---- | ---- | ---- | ---- | ---- | ---- | ---- | ---- | --- | --- |
| 1    | Lancia          | 110    | 10+8 | 8+6  | -    | 10+8 | 10+8 | 10+8 | 6+4  | 8+6  |     |     |
| 2    | Audi            | 98     | 8+6  | 10+8 | 9+7  | -    | 8+6  | -    | 10+8 | 10+8 |     |     |
| 3    | Opel            | 70     | 6+4  | 1+8  | 10+8 | 4+8  | 7+5  | -    | -    | 1+8  |     |     |
| 4    | Nissan          | 52     | -    | 3+1  | 7+5  | 5+3  | 5+3  | 9+7  | -    | 3+1  |     |     |
| 5    | Renault         | 27     | 4+2  | -    | -    | 6+4  | -    | -    | 4+7  | -    |     |     |
| 6    | Toyota          | 18     | -    | -    | 3+7  | -    | -    | -    | -    | 5+3  |     |     |
| 7    | Subaru          | 13     | -    | -    | -    | -    | -    | 5+8  | -    | -    |     |     |
| 8    | British Leyland | 11     | -    | -    | -    | -    | -    | 4+7  | -    | -    |     |     |
| 9    | Peugeot         | 10     | -    | -    | 6+4  | -    | -    | -    | -    | -    |     |     |
| 10   | Citroën         | 9      | -    | 2+0  | -    | 3+2  | 2+0  | -    | -    | -    |     |     |
| 10=  | Mazda           | 9      | -    | -    | -    | -    | -    | 3+6  | -    | -    |     |     |
| 12   | Talbot          | 8      | -    | 5+3  | -    | -    | -    | -    | -    | -    |     |     |
| 13   | Mitsubishi      | 7      | -    | -    | -    | -    | -    | 2+5  | -    | -    |     |     |

### Pilotes
- Attribution des points : 20, 15, 12, 10, 8, 6, 4, 3, 2, 1 respectivement aux dix premiers de chaque épreuve.
- Seuls les sept meilleurs résultats (sur douze épreuves) sont retenus pour le décompte final des points. Autorisés à participer, les pilotes courant sur des voitures des groupes 2 et 4 ne sont pas éligibles aux points.

| Pos. | Pilote             | Marque        | Points | M-C | SUE | POR | SAF | COR | ACR | NZ | ARG | FIN | SAN | CIV | RAC |
| ---- | ------------------ | ------------- | ------ | --- | --- | --- | --- | --- | --- | -- | --- | --- | --- | --- | --- |
| 1    | Hannu Mikkola      | Audi          | 105    | 10  | 20  | 20  | 15  | -   | -   | -  | 20  | 20  |     |     |     |
| 2    | Walter Röhrl       | Lancia        | 87     | 20  | -   | 12  | -   | 15  | 20  | 20 | -   | -   |     |     |     |
| 3    | Markku Alén        | Lancia        | 80     | 15  | -   | 10  | -   | 20  | 15  | -  | 8   | 12  |     |     |     |
| 4    | Stig Blomqvist     | Audi          | 69     | 12  | 15  | -   | -   | -   | 12  | -  | 15  | 15  |     |     |     |
| 5    | Michèle Mouton     | Audi          | 49     | -   | 10  | 15  | 12  | -   | -   | -  | 12  | -   |     |     |     |
| 6    | Ari Vatanen        | Opel          | 44     | 8   | 6   | -   | 20  | -   | 10  | -  | -   | -   |     |     |     |
| 7    | Attilio Bettega    | Lancia        | 30     | -   | -   | -   | -   | 10  | 8   | 12 | -   | -   |     |     |     |
| 8    | Shekhar Mehta      | Nissan, Audi¹ | 26     | -   | -   | -   | -   | -   | 6   | 10 | 10¹ | -   |     |     |     |
| 9    | Adartico Vudafieri | Lancia        | 20     | -   | -   | 8   | -   | 12  | -   | -  | -   | -   |     |     |     |
| 10   | Timo Salonen       | Nissan        | 18     | -   | -   | -   | -   | -   | -   | 15 | -   | 3   |     |     |     |
| 11   | Lasse Lampi        | Audi          | 16     | -   | 12  | -   | -   | -   | -   | -  | -   | 4   |     |     |     |
| 12   | Jayant Shah        | Nissan        | 10     | -   | -   | -   | 10  | -   | -   | -  | -   | -   |     |     |     |
| 12=  | Per Eklund         | Audi          | 10     | -   | -   | -   | -   | -   | -   | -  | -   | 10  |     |     |     |
| 14   | Bruno Saby         | Renault       | 9      | 1   | -   | -   | -   | 8   | -   | -  | -   | -   |     |     |     |
| 15   | Kalle Grundel      | Volkswagen    | 8      | -   | 8   | -   | -   | -   | -   | -  | -   | -   |     |     |     |
| 15=  | Johnny Hellier     | Peugeot       | 8      | -   | -   | -   | 8   | -   | -   | -  | -   | -   |     |     |     |
| 15=  | Reg Cook           | Nissan        | 8      | -   | -   | -   | -   | -   | -   | 8  | -   | -   |     |     |     |
| 15=  | Pentti Airikkala   | Lancia        | 8      | -   | -   | -   | -   | -   | -   | -  | -   | 8   |     |     |     |
| 15=  | Franz Wittmann     | Audi          | 8      | -   | -   | 4   | -   | -   | 4   | -  | -   | -   |     |     |     |